# Anne de Pisseleu d'Heilly

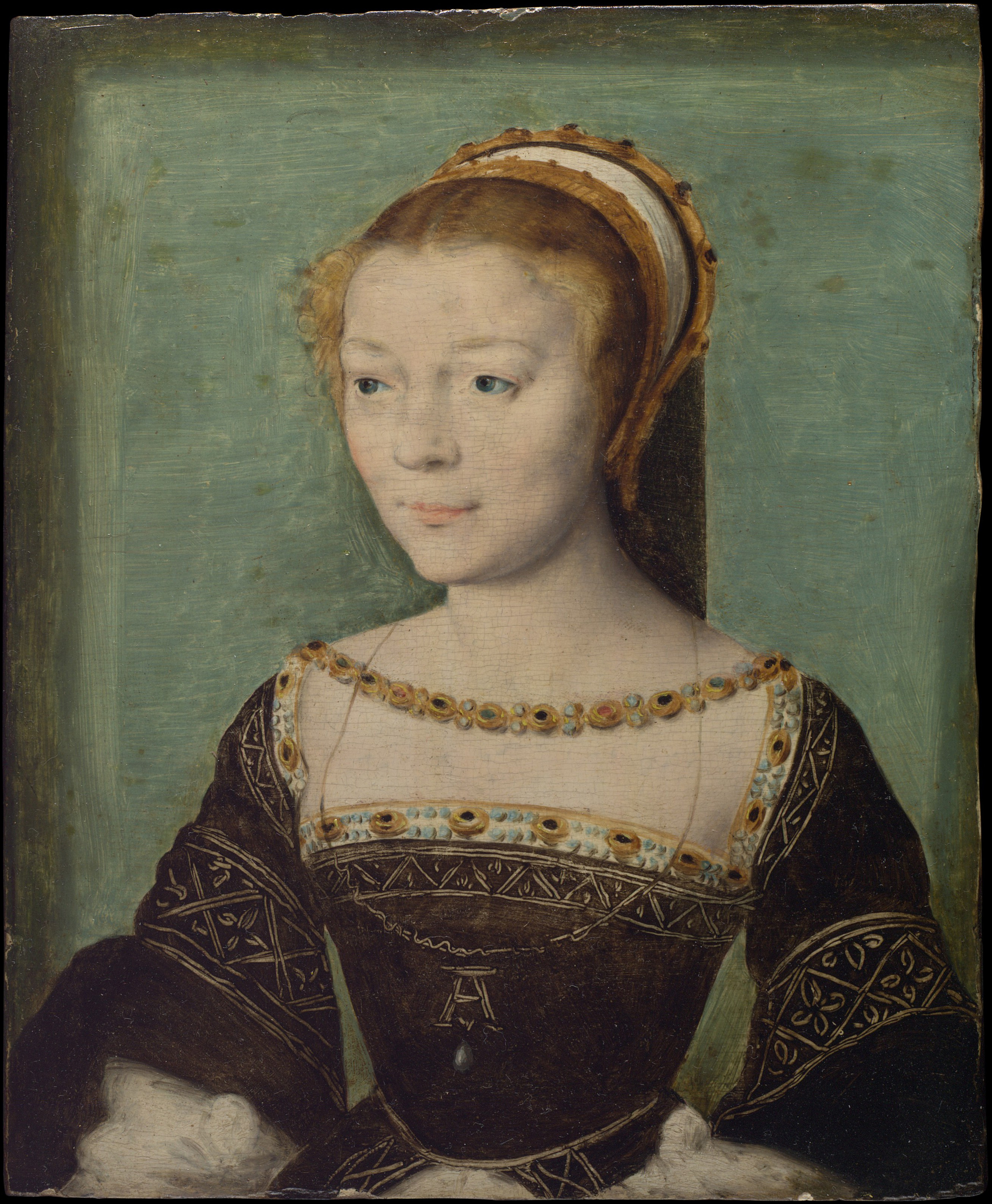
Madame d'Étampes

Anne de Pisseleu d'Heilly, nota come duchessa d'Étampes (Fontaine-Lavaganne, 1508 – Heilly, 1580), fu la favorita del re di Francia Francesco I.

## Biografia
Figlia del cavaliere di Piccardia Guillaumes de Pisseleu, di antica nobiltà ma di scarsi beni materiali, fu damigella d'onore di Luisa di Savoia, madre del re di Francia Francesco I. Divenne l'amante di quest'ultimo all'età di diciotto anni, quando ebbe l'occasione di conoscere il sovrano appena ritornato dalla Spagna dove era stato prigioniero di Carlo V (1526). Per garantirle l'accesso alla corte reale, Francesco I costrinse Jean IV de Brosses, un nobile decaduto, a sposare Anne dandogli tuttavia come dote la contea d'Étampes, dallo stesso Francesco I eretta nel 1536 in ducato, e il governo della Bretagna.
Anne de Pisseleu ebbe una notevole influenza sugli affari di stato; per esempio, nel 1541 convinse il re ad allontanare il connestabile de Montmorency e a rigettare la politica di riavvicinamento a Carlo V.  Fu definita "la più bella fra le letterate e la più letterata fra le belle".
Dopo la morte di Francesco I (31 marzo 1547) Anne de Pisseleu cadde in disgrazia di chi aveva sopportato malvolentieri per anni il suo potere; in particolare fu perseguitata spietatamente da Diana di Poitiers, la favorita del nuovo re Enrico II che fece intentare ad Anne un processo per alto tradimento giustificato dal mutamento della politica francese nei confronti dell'impero di Carlo V. Anne fu costretta a restituire tutti i doni ricevuti da Francesco I, compreso il titolo di duchessa d'Étampes che venne assegnato a Diana di Poitiers, e infine fu bandita della corte. Si ritirò allora nella terra natale, abbracciò il protestantesimo, e trascorse il resto della vita dimenticata da tutti, a tal punto che se ne ignora perfino la data esatta della morte.